# 1. divisjon
La 1. divisjon (OBOS-ligaen per ragioni di sponsor), è il secondo livello del campionato norvegese di calcio, il più basso a carattere professionistico.
Tra il 1963 e il 1990 il nome del campionato è stato 2. Divisjon (in norvegese Seconda Divisione). Dal 1990 al 2004 viene invece chiamata 1. divisjon. Dal 2005 al 2013, infine, il campionato viene chiamato Adeccoligaen, a causa della sponsorizzazione della Adecco. Nel 2014, la Norges Fotballforbund non riesce a trovare un nuovo sponsor e il campionato torna a chiamarsi 1. divisjon.

## Promozioni e retrocessioni
Almeno dal 1998 e fino al 2008 venivano promosse direttamente le prime due classificate, mentre la terza sfidava la terzultima classificata della massima serie per decidere quale delle due partecipava al successivo campionato. 
Nel 2009, invece, la prima e la seconda classificata venivano sempre promosse direttamente. La terza, la quarta e la quinta classificata partecipano ai play-off insieme alla terzultima classificata della Eliteserien: la terza e la quarta classificata si sfidano nella prima semifinale e affrontano in finale la vincente tra la quinta classificata e la terzultima dell'Eliteserien. Le ultime quattro squadre in classifica venivano retrocesse in 2. Divisjon.
Nel 2012, viene nuovamente cambiato il format, con le seguenti formule:
- La prima e la seconda classificata vengono automaticamente promosse in Eliteserien
- Le squadre classificate dal terzo al sesto posto disputano i playoff per aggiudicarsi la possibilità di giocare la finale contro la terzultima dell'Eliteserien
- La penultima ed ultima classificata vengono automaticamente retrocesse in 2. Divisjon
- La terzultima disputa il playout contro la vincente del playoff promozione della 2. Divisjon.

## Squadre 2024
- Aalesund
- Åsane
- Bryne
- Egersund
- Kongsvinger
- Levanger
- Lyn Oslo
- Mjøndalen
- Moss
- Ranheim
- Raufoss
- Sandnes Ulf
- Sogndal
- Stabæk
- Start
- Vålerenga

## Albo d'oro

### 1. divisjon: 1998 - 2004
| Stagione | Vincitore    | Altre promozioni     |
| -------- | ------------ | -------------------- |
| 1998     | Odd Grenland | Skeid                |
| 1999     | Haugesund    | Bryne Start          |
| 2000     | Lyn Oslo     | Strømsgodset Sogndal |
| 2001     | Vålerenga    | Start                |
| 2002     | Tromsø       | Aalesund             |
| 2003     | HamKam       | Fredrikstad          |
| 2004     | Start        | Aalesund             |

### Adeccoligaen: 2005 - 2014
| Stagione | Vincitore    | Altre promozioni      |
| -------- | ------------ | --------------------- |
| 2005     | Stabæk       | Sandefjord            |
| 2006     | Strømsgodset | Aalesund              |
| 2007     | Molde        | HamKam Bodø/Glimt     |
| 2008     | Odd Grenland | Sandefjord Start      |
| 2009     | Haugesund    | Hønefoss Kongsvinger  |
| 2010     | Sogndal      | Sarpsborg Fredrikstad |
| 2011     | Hønefoss     | Sandnes Ulf           |
| 2012     | Start        | Sarpsborg             |
| 2013     | Bodø/Glimt   | Stabæk                |
| 2014     | Sandefjord   | Tromsø Mjøndalen      |

### OBOS-ligaen: 2015 - presente
| Stagione | Vincitore       | Altre promozioni          |
| -------- | --------------- | ------------------------- |
| 2015     | Sogndal         | Brann                     |
| 2016     | Kristiansund BK | Sandefjord                |
| 2017     | Bodø/Glimt      | Start Ranheim             |
| 2018     | Viking          | Mjøndalen                 |
| 2019     | Aalesund        | Sandefjord Start          |
| 2020     | Tromsø          | Lillestrøm                |
| 2021     | HamKam          | Aalesund Jerv             |
| 2022     | Brann           | Stabæk                    |
| 2023     | Fredrikstad     | KFUM Oslo Kristiansund BK |